# 凱利春田輪胎
凱利春田輪胎公司（英語：The Kelly Springfield Tire Company）為美國的輪胎製造商，1894年成立於俄亥俄州春田市，今總部設於馬里蘭州坎伯蘭。1935年該公司被競爭對手固特異購入，主要產品為轎車、巴士、卡車、拖車（trailer）用的輻射層輪胎與內胎等。

## 概要與沿革

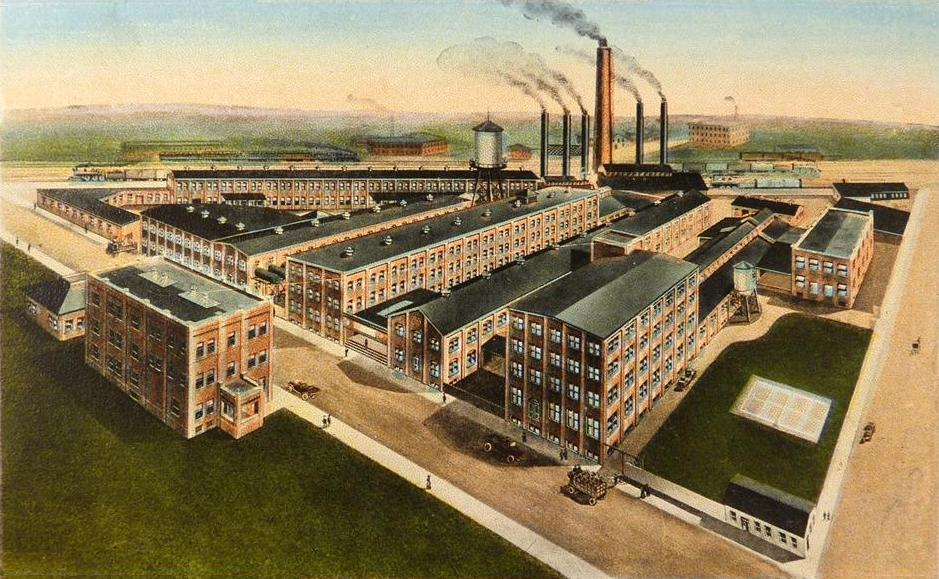
1920年位於俄亥俄州阿克倫的凱利春田輪胎工廠

馬車歷經好幾個世紀的發展，除了速度慢、乘坐不舒服外，安全性也有問題。1844年查爾斯·古德伊爾發明了硫化橡膠，後來有人將之應用在馬車輪上。當時只有富人才買得起這種東西，不過橡膠常在馬車轉彎時脫落。於是有很多人開始動腦筋解決這個問題，其中之一便是三輪車製造公司（Tricycle Manufacturing Company）負責人亞瑟·格蘭特（Arthur W. Grant）。1893年缺乏資金的格蘭特拿著他的設計藍圖向愛德恩·凱利（Edwin S. Kelly）展示，這種新設計乃是將橡膠崁在馬車輪輞的兩道溝槽內，橡膠內部並有兩條線拉撐住。凱利將這份藍圖拿到百路馳公司（B.F. Goodrich）試製並試驗，可有效吸收崎嶇不平路面傳來的顛簸，通過了道路測試。
於是1894年凱利和格蘭特攜手在俄亥俄州春田市創立「橡膠輪胎輪圈公司（Rubber Tire Wheel Company）」，1896年格蘭特的新發明獲得了美國專利第US554675號。1880年代末期愛爾蘭獸醫約翰·登祿普將充氣輪胎裝在自行車上，開啟了這項交通工具的熱潮，也讓凱利和格蘭特的新公司蓬勃發展。百路馳公司將橡膠條成捲包裝，再交由格蘭特按輪圈尺寸裁切、安裝。
令人驚訝的是，1899年兩人決定把這家公司以120萬美元的價值出售給愛默生·麥克米林（Emerson McMillin），凱利續留並擔任副總裁兼總經理（直到1905年離職），而格蘭特則決定離去。麥克米林將之更名成「綜合橡膠輪胎公司（Consolidated Rubber Tire Company）」，此公司名稱一直延用至1914年為止。在凱利的任內，他買下了哥倫比亞充氣貨車輪公司（Columbia Pneumatic Wagon Wheel Company），取得充氣胎的生產技術和設備。原先該公司的紐約銷售分公司於1911年起使用凱利春田輪胎公司（Kelly-Springfield Tire Company），1914年總公司變更成這個名字，並於1932年在公司名稱前面加上冠詞「The」。
本來生產部門位於俄亥俄州的阿克倫，1915年又購入另一家位於伍斯特的工廠。翌年當時的總裁凡·卡特梅爾（Van H. Cartmell）決定在馬里蘭州坎伯蘭興建新的生產基地，同年11月4日該公司與當地市政府簽署一份協議書，由市政府免費提供80英畝（合32公頃）的土地及75萬美元的現金以建設廠房；坎伯蘭市還同意改善道路、供水和污水處理管線等必要的基礎建設，並且外加豁免徵收10年的市、縣稅。至於凱利春田輪胎公司除了必須僱用超過3千名當地居民外，其產能必須比舊廠高出五倍。於是，新工廠的第一條輪胎正式於1921年4月2日量產成功。儘管第一次世界大戰後發生了一場嚴重的戰後經濟衰退，並未影響到該公司的獲利；但是1929年發生的經濟大蕭條卻深深打擊了該公司。
1935年8月5日固特異輪胎以450萬美元的代價併購凱利春田輪胎，曾任克萊斯勒汽車公司總裁助理的埃德蒙·伯克（Edmund S. Burke）被任命為總裁，一直執掌至1959年為止。在伯克的率領下，凱利春田輪胎穩住了腳步，並於1962年在德克薩斯州泰勒建立另一座生產基地、1963年在伊利諾伊州自由港成立第二座、1969年在北卡羅萊納州費耶特維爾建造第三座工廠。
歷經66年的營運，坎伯蘭工廠於1987年關閉，同年由李輪胎與橡膠公司（Lee Tire and Rubber Company）主掌該公司，並在11月將營運總部遷移至坎伯蘭市威洛路，至於舊工廠土地則歸還給市政府。1994年為凱利春田輪胎公司成立100周年慶，同時它也是全美歷史最悠久的輪胎製造商；自1990年代起該公司完全隸屬於固特異輪胎。

### 逸聞
- 第27任美國總統威廉·霍華德·塔夫脱所乘坐的馬車即是使用格蘭特發明的馬車輪胎[3]。

## 內部連結
- 固特異

## 外部連結
- （英文）官方網站（一）（页面存档备份，存于）
- （英文）官方網站（二）